# Idiocera (Idiocera) sarobiensis
Idiocera (Idiocera) sarobiensis is een tweevleugelige uit de familie steltmuggen (Limoniidae). De soort komt voor in het Palearctisch gebied.